# Sea-Eye
Sea-Eye est une organisation non gouvernementale allemande dont le siège est à Ratisbonne. Elle participe au sauvetage des migrants en détresse en Méditerranée, en particulier en ayant affrété les navires Sea-Eye et Sea Fox jusqu'en août 2017,, puis l'Alan Kurdi, baptisé ainsi en mémoire du jeune Syrien retrouvé noyé sur une plage turque en 2015.

## Opérations
Le 3 avril 2019, l'Alan Kurdi, prévenu après un appel au numéro d'urgence de l'association Watch The Med., secourt 64 migrants (dont douze femmes et deux enfants de un et six ans) au large des côtes libyennes; l’Italie et Malte refusent initialement l’accostage mais après dix jours d'attente en mer, les migrants peuvent finalement débarquer au port de La Valette et sont  répartis entre l’Allemagne, la France (pour vingt d'entre eux), le Portugal et le Luxembourg,.
Le 7 juillet, 65 migrants de l’Alan Kurdi débarquent à Naples.
Le 5 juillet 2019, Sea Eye sauve de la noyade 65 migrants au large de la Libye.
Le 4 août, il débarque quarante migrants à Malte.
En juin 2023, les garde-côtes italiens annoncent avoir arrêté un bateau de sauvetage de migrants, exploité par Sea Eye, pour avoir enfreint la législation sur le sauvetage maritime approuvée par le gouvernement italien